# 高玩殺手
《高玩殺手》（英語：Copshop）是一部2021年美國動作驚悚電影，由喬·卡納漢執導，庫爾特·麥克勞德（Kurt McLeod）和喬·卡納漢根據麥克勞德和馬克·威廉姆斯的故事改編。這部電影由傑瑞德·巴特勒、法蘭克·葛里洛和亞歷克西斯·羅德爾主演，故事背景設在小鎮警察局，此處成為殺手、菜鳥警察和騙子之間的戰場。
電影2020年10月至11月在佐治亞州和新墨西哥州拍攝。《高玩殺手》由開路影業在美國發行，2021年9月17日上映。

## 劇情
夜裡，騙子兼白手套泰迪·穆瑞托開著一輛被盜的無標記警車逃跑，但車輛在內華達州賭場不遠處拋錨。在賭場外的一場鬥毆中，穆瑞托出手毆打新人警官薇拉瑞·楊恩，以便自己遭她關注拘留所躲避仇家。派來殺穆瑞托的其中一名殺手鮑伯·維迪克假裝醉酒並將一輛汽車撞上穆瑞托拋錨的警車，兩名州警正在調查這輛警車將維迪克監禁在與穆瑞托同一拘留所中。
穆瑞托和維迪克被關在不同的牢房裡，在談話過程中彼此結識。維迪克在警局入口處放置了一個小型燃燒裝置，導致火警響起，並利用痛毆同一牢房內的酒鬼，來趁機重創警局中士米契爾、偷走了手槍。楊恩及時趕來阻止他殺死穆瑞托。決心查明真相的楊恩終於讓穆瑞托解釋了他的故事：他正在為內華達州賭場黑幫老大工作，並試圖收買該州總檢察長威廉·芬頓。當芬頓不配合並被殘忍殺害時，芬頓卻事先錄下了與穆瑞托的談話。穆瑞托為了脫身而同意與聯邦調查局合作，導致黑幫老大派僱傭殺手追捕他。
當穆瑞托和維迪克互相威脅時，第二名殺手安東尼·藍博進入警局快速殺死金寶和平納警官，楊恩躲進防彈玻璃後方的拘留牢房中。與此同時，米契爾遭內鬼警官胡博殺害並開始與藍博合作。楊恩被自己射出的一發子彈誤傷腹部，穆瑞托和維迪克各自說服她放出自己。胡博揭露了自己的叛徒身份，企圖打破牆壁進入拘留所。穆瑞托成功說服楊恩交出鑰匙，並承諾會帶著醫療箱回來給她，讓維迪克感到沮喪。巴恩斯和路比警官回到警局後被藍博槍殺，穆瑞托現身襲擊藍博與胡博；在斷電且充滿蒸汽的淋浴間裡，藍博誤槍殺了胡博，與此同時，也成功說服楊恩的維迪克現身刺傷了藍博，並為穆瑞托提供了殺死藍博來為前妻和兒子報仇的機會。但穆瑞托反而相繼殺死了維迪克與藍博，之後放火燒了牢房。
穆瑞托背叛了楊恩而未返回牢房，但自行處理槍傷的楊恩卻現身威脅要把他放回牢房。穆瑞托和楊恩在警局辦公室展開激烈槍戰；楊恩打中了企圖逃跑的穆瑞托，但另一名腐敗的警探迪娜·夏爾趕來企圖解決掉知曉過多內情的楊恩。倖存的維迪克隨即槍殺了夏爾，並為了完成合約而處決了穆瑞托。維迪克隨後幫助帶到警局門口，要求她「放手」，然後乘坐警車逃跑。此時，天色已亮，消防車趕到了警局。
在被救護車帶走時，楊恩收到了其他警察關於留意維迪克的無線電廣播，而把救護人員留在路邊，劫持了救護車，然後開車去追維迪克，兩人都在車上的收音機裡唱著同一首歌。

## 演員
- 傑瑞德·巴特勒飾演鮑伯·維迪克（Bob Viddick）
- 法蘭克·葛里洛飾演泰迪·穆瑞托（Teddy Murretto）
- 亞歷克西斯·羅德爾飾演薇拉瑞·楊恩（Valerie Young）
- 托比·哈斯飾演安東尼·藍博（Anthony Lamb）
- 查德·科爾曼飾演杜安·米契爾（Duane Mitchell）
- 萊恩·歐南（英语：Ryan O'Nan）飾演胡博警官（Officer Huber）
- 喬斯·帕布洛·甘迪洛（英语：Jose Pablo Cantillo）飾演平納警官（Officer Pena）
- 凱威·萊曼-馬瑟瑞（英语：Kaiwi Lyman-Mersereau）飾演巴恩斯警官（Officer Barnes）
- 羅伯特·沃克·布蘭查德（Robert Walker-Branchaud）飾演金寶警官（Officer Kimball）
- 崔西·邦納（Tracey Bonner）飾演迪娜·夏爾警探（Detective Deena Schier）
- 克里斯多福·麥可·赫利（英语：Christopher Michael Holley）飾演路比警官（Officer Ruby）
- 馬歇爾·庫克（Marshall Cook）飾演布萊德（Brad）
- 凱斯·賈迪恩（英语：Keith Jardine）飾演州警

## 製作
2020年9月，宣布傑瑞德·巴特勒和法蘭克·葛里洛將出演由喬·卡納漢執導的動作驚悚片《高玩殺手》。劇本由庫爾特·麥克勞德根據麥克勞德和馬克·威廉姆斯的故事改編。這是麥克勞德的第一部劇本，麥克勞德在加拿大艾伯塔省埃德蒙頓擔任財務顧問。最近的草稿是由卡納漢編寫。
2020年10月，宣布亞歷克西斯·勞德（Alexis Louder）主演電影。當月晚些時候，瑞恩·奧南、凱維·萊曼-梅瑟羅和托比·哈斯出演了配角。

### 拍攝
主體攝影於2020年10月在佐治亞州亞特蘭大的Blackhall工作室開始。拍攝也在新墨西哥州的阿布奎基進行。10月2日，在持續疫情大流行期間，三名劇組成員的COVID-19檢測呈陽性後，拍攝被暫停。拍攝已於10月5日恢復，並於11月20日結束。

## 發行
該電影將由開路影業在美國發行。國際發行權由STX娛樂負責，該公司還負責英國和愛爾蘭的發行。2021年9月17日美國上映。

## 評價
在爛番茄上，根據103條評論，這部電影的支持率為82%，平均評分為6.50/10。該網站的評論家一致認為：「它並沒有為該類型添加許多新元素，但喜歡老派驚悚片和動作片愛好者會很樂意買單。」在Metacritic上，根據22位評論家的評論，加權平均得分為61分（滿分100分），總體好評。

## 外部連結
- 互联网电影数据库（IMDb）上《高玩殺手》的资料（英文）